# Dipartimento di Arrah
Il dipartimento di Arrah è un dipartimento della Costa d'Avorio. È situato nella regione di Moronou, distretto di Lacs.
Nel censimento del 2014 è stata rilevata una popolazione di 500.000 abitanti. 
Il dipartimento è suddiviso nelle sottoprefetture di Arrah, Kotobi e Krégbé.